# Eduard Ebel

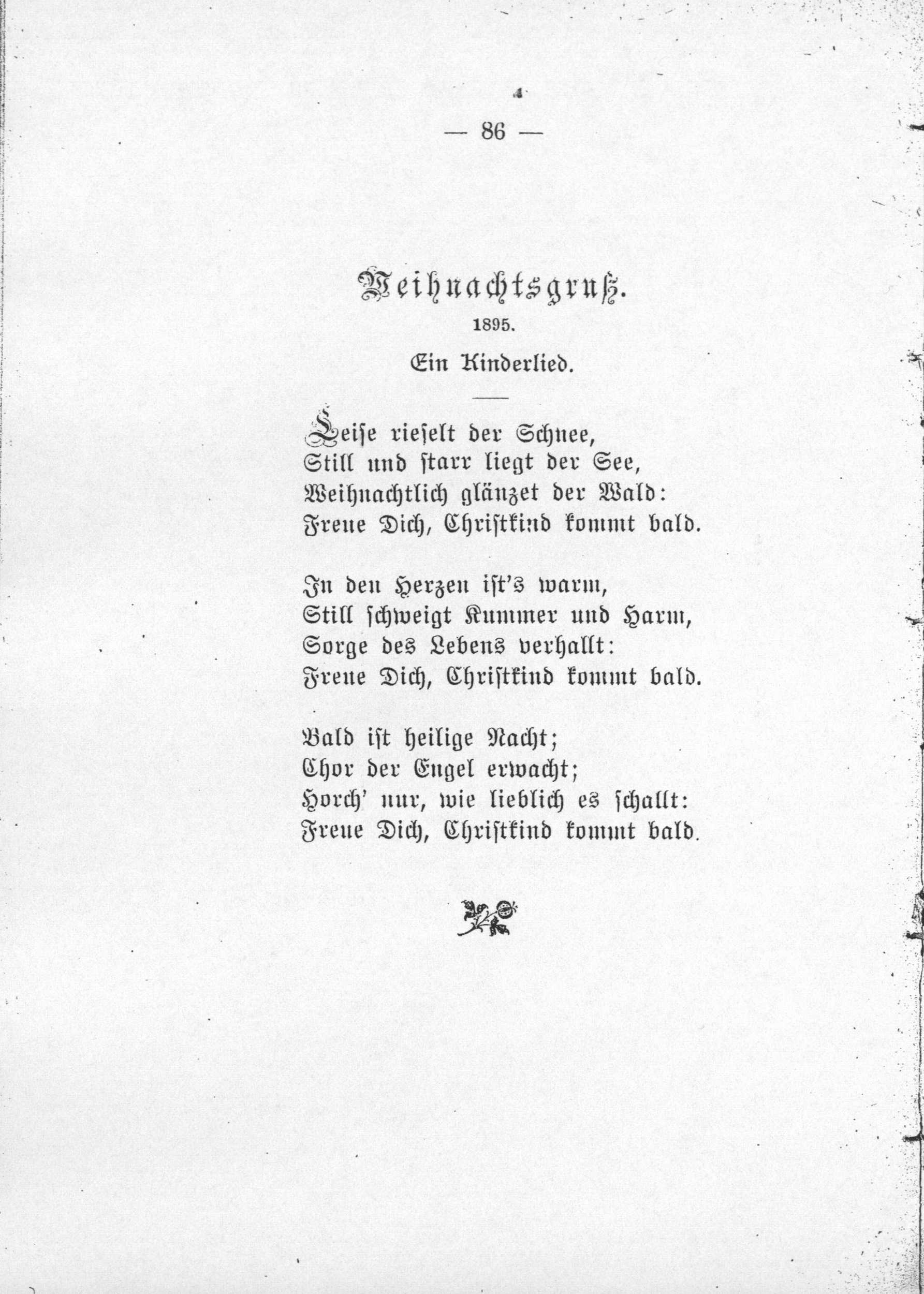
Weihnachtsgruß in Ebels Gesammelten Gedichten von 1895

Eduard Ebel (* 7. August 1839 in Preußisch Stargard; † 30. Januar 1905 in Halle (Saale)) war ein deutscher evangelischer Pfarrer, Superintendent und Dichter. Bekannt wurde er vor allem als Verfasser des noch heute populären Winterliedes Leise rieselt der Schnee, dessen Text er 1895 unter dem Titel Weihnachtsgruß veröffentlichte.

## Leben
Ebel studierte Theologie in Königsberg (Preußen) und wurde dort im Sommersemester 1857 Mitglied der Burschenschaft Germania. 1863/1864 war er Oberhelfer (Pfarramtskandidat) am Rauhen Haus in Hamburg, 1866–69 Pastor an der französisch-deutschen evangelischen Gemeinde Beirut. Anschließend wurde er Prediger und Seelsorger im Diakonissenhaus zu Königsberg. 1872 wurde er Pfarrer der evangelischen Gemeinde in Graudenz und ab 1901 evangelischer Superintendent. 1904 ging er in den Ruhestand und zog nach Halle (Saale) um.
Er war verheiratet mit Anna geb. Roethe, einer Schwester des Mediävisten Gustav Roethe.
Für Leise rieselt der Schnee erhielt die Tochter Eduard Ebels 1955 noch fast 10.000 DM jährliche Tantieme von der GEMA ausbezahlt (die Regelschutzfrist betrug damals noch 50 Jahre nach Tod des Autors).

## Werke
- Weihnachten im Johanniterhospital zu Beirut in Syrien. In: Wochenblatt der Johanniter-Ordens-Balley Brandenburg, Band 10 (1869), Nr. 5, 3. Februar 1869, S. 27–28 (Textarchiv – Internet Archive).
- Morgenland und heilige Schrift: zwei Vorträge. Königsberg 1873.
- Kurze Geschichte der evangelischen Gemeinde Graudenz. Zur Feier des 100jährigen Bestehens der Friedrichskirche. 1885.
- Die soziale Frage und das Evangelium. 1892.
- Ein Weihnachtsmärchen. 1893.
- Gesammelte Gedichte. Gaebel, o. O. [Graudenz] 1895; Scans (Wikimedia Commons).